# IEEE 802.3
In telecomunicazioni e informatica lo standard IEEE 802.3 identifica una serie di specifiche tecniche che a loro volta definiscono una tecnologia standard per reti locali (LAN) derivata nel 1985 dalla precedente tecnologia Ethernet. È probabilmente il più popolare di un'ampia famiglia di protocolli, IEEE 802. È questo standard a definire le caratteristiche del protocollo CSMA/CD.

## Descrizione
Nella pila di protocolli di rete del modello di riferimento ISO/OSI, 802.3 occupa il livello fisico e la parte inferiore del livello di collegamento dati. IEEE ha infatti ritenuto opportuno suddividere questo livello in due parti: LLC, Logical Link Control e MAC, Media Access Control. Il sottolivello LLC è comune a tutti gli standard della famiglia IEEE 802, mentre il sottolivello MAC è più strettamente legato al livello fisico, e le sue diverse implementazioni hanno il compito di offrire un'interfaccia comune al livello LLC. Fra queste implementazioni vanno ricordate in particolare 802.4, token bus e 802.5, token ring.

### Topologie di rete
802.3 offre grande flessibilità nella scelta della topologia di una LAN. Originariamente era utilizzata soltanto la topologia a bus, ereditata da Ethernet. In questa topologia, il collegamento logico e quello fisico coincidono, e tutte le stazioni condividono il mezzo trasmissivo.
L'utilizzo di dispositivi di rete quali gli hub consente di ottenere un collegamento di topologia fisica a stella pur utilizzando una topologia logica a bus. Gli hub possono essere collegati in cascata, permettendo di realizzare una complessa rete di topologia fisica ad albero nonostante si tratti pur sempre di una topologia logica a bus.
I pacchetti vengono comunque trasmessi su tutta la rete e questo porta principalmente a due limitazioni: non possono esserci più di due hub nella stessa rete per evitare di superare le temporizzazioni previste da CSMA/CD e non è possibile realizzare collegamenti ridondanti in quanto si formerebbe un anello in cui i pacchetti continuerebbero a venir ritrasmessi saturando la rete e rendendola inutilizzabile.
Introducendo ulteriori dispositivi, come bridge e switch dotati dello Spanning Tree Protocol, è possibile realizzare topologie di rete con collegamenti ridondanti, in quanto lo Spanning Tree Protocol si occupa di mettere fuori servizio tali collegamenti e di rimetterli in servizio in caso di caduta dei collegamenti attivi, per ripristinare la connettività.

### Livello fisico

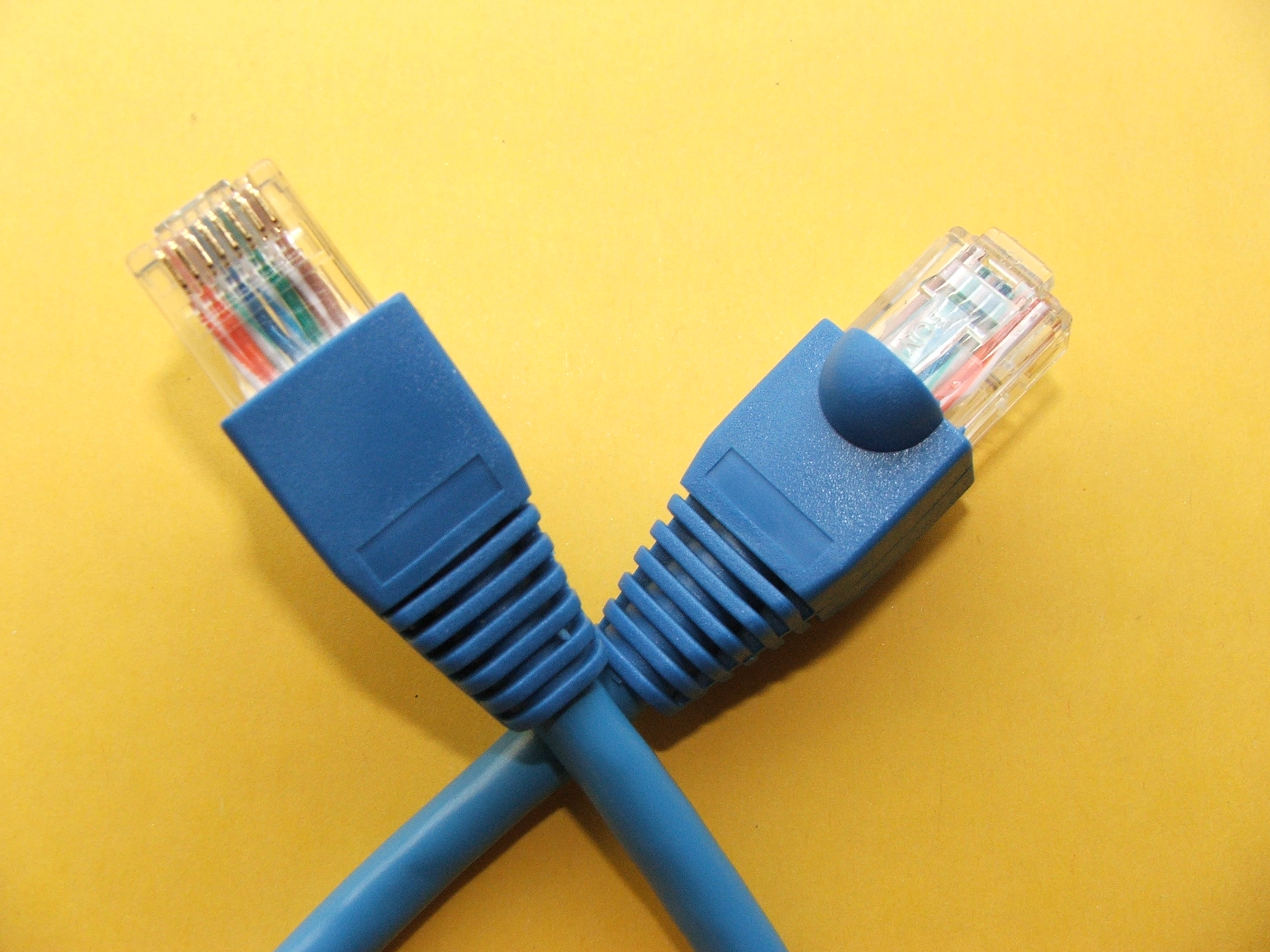
Connettori RJ 45

Al livello fisico del modello ISO/OSI, 802.3 prevede esclusivamente trasmissioni via cavo in banda base, a velocità di 10, 100 e 1000 Mbit/s, su cavi coassiali, doppini intrecciati (schermati e non) e fibre ottiche. Queste e altre caratteristiche sono riassunte negli acronimi usati per le varie implementazioni del livello fisico, tutti del tipo NBaseA, essendo N la velocità di trasmissione, Base indica che l'implementazione opera in banda base, ed A è una sigla legata al tipo di cavo utilizzato e ad altre caratteristiche salienti. Fra le implementazioni ormai non più installate, o addirittura mai implementate, vanno ricordate 10Base5 (thick Ethernet), 10Base2 (thin Ethernet), 10Base-T, 100Base-T2 e 100Base-T4.
Attualmente vengono installate soprattutto le varianti a 1000 Mbit/s e superiori, come 1000Base-T, al momento certamente fra le più diffuse. Di seguito sono illustrate brevemente alcune di queste implementazioni.
100Base-TX (Fast Ethernet)
Usa due doppini UTP almeno di categoria 5, oppure due doppini schermati (STP, Shielded Twisted Pair). Oltre ad approfittare della più elevata qualità dei cavi, questa implementazione trae vantaggio dalla codifica 4B/5B del segnale, più complessa della codifica Manchester, ma dalle prestazioni più alte. Al momento attuale (2004), è l'implementazione a 100 Mbps più diffusa in assoluto.
100Base-FX
Come 100Base-TX, ma su fibra ottica multimodale in prima finestra.
1000Base-X
Famiglia di implementazioni basate sulla trasmissione a 1Gbps (Gigabit Ethernet). A seconda del supporto fisico, si distinguono:
1000Base-SX
Fibra ottica multimodale in prima finestra, distanze fino a 275m o 550m a seconda del tipo di fibra.Standardizzata come 802.3z
1000Base-LX
Fibra ottica monomodale in seconda finestra, distanze fino a 5km (secondo lo standard) o 10km (secondo molti produttori).
1000Base-T
Gigabit ethernet su cavi di rame (UTP categoria 5). Standardizzata come IEEE 802.3ab. Vengono usate tutte e 4 le coppie di conduttori di un cavo UTP.
La distanza massima è sempre di 100m.
1000Base-TX
Gigabit ethernet su cavi di rame (UTP categoria 6). Standardizzata anche questo come IEEE 802.3ab. Vengono usate solo 2 coppie di conduttori in modo da risparmiare sul costo degli apparati attivi.
La distanza massima è sempre di 100m.
1000Base-LLX o 1000Base-LH o 1000BASE-ZX
Fibra ottica monomodale, con trasmissione in terza finestra, distanze fino 70km. Non standardizzata ma offerta da molti produttori.
10GBase-X
Famiglia di implementazioni basata sulla trasmissione a 10Gbps esclusivamente di tipo ottico. A seconda del supporto fisico, si distinguono:
10GBASE-S
Fibra multimodale, distanze fino a 65m
10GBASE-LX4
Trasmissione su 4 frequenze.
Su fibra multimodale, distanze fino a 300m, oppure su fibra monomodale in seconda finestra distanze fino a 10km
10GBASE-L
Su fibra monomodale in seconda finestra distanze fino a 10km
10GBASE-E
Su fibra monomodale in terza finestra distanze fino a 40km

### Struttura dei frame
Il cosiddetto frame Ethernet costituisce l'unità elementare di informazione per il sottolivello MAC di IEEE 802.3. La struttura di un frame è riassunta nella tabella sotto, che riporta il nome di ciascun campo e la relativa lunghezza (la lunghezza minima di un frame è di 64 byte):
| Campo | PRE | SFD | DA  | SA  | L/T | Dati     | PAD  | FCS |
| ----- | --- | --- | --- | --- | --- | -------- | ---- | --- |
| Byte  | 7   | 1   | 2-6 | 2-6 | 2   | 0 - 1500 | 0-46 | 4   |

I campi hanno il seguente significato:
PRE (Preamble)Preambolo del frame. Si tratta semplicemente di una sequenza di segnali 1 e 0 che consente al ricevente di sincronizzare la comunicazione ovvero quella di svegliare l'adattatore mettendolo in guardia dell'arrivo della trama.
SFD (Starting Frame Delimiter)Questo campo è composto da un byte, la cui sequenza di bit è 10101011 (in esadecimale AB). Lo SFD dichiara che dal prossimo byte avrà inizio il frame vero e proprio, a partire dall'indirizzo di destinazione del frame (DA).
DA (Destination Address)Indirizzo destinazione. Si tratta di sei byte, spesso rappresentati nella forma aa:bb:cc:dd:ee:ff. Il primo bit ha un significato particolare: se vale 0, la destinazione è una singola unità, altrimenti è un gruppo. Anche il secondo bit ha un significato speciale: se vale 0, l'indirizzo ha valore globale, altrimenti ha soltanto valore locale.
SA (Source Address)Indirizzo sorgente. Ha la stessa struttura del DA, ma rappresenta sempre una singola unità, per cui il primo bit è sempre 0.
L/T (Length/Type)Lunghezza o tipo del frame. Possono esistere diversi tipi di frame. Il tipo normale serve a trasferire dati, ma in certi casi è necessario trasmettere informazioni estranee ai dati veri e propri, per segnalare qualche particolare situazione creatasi nella rete locale. In questo caso il campo L/T assume un valore da 1536 in su; valori differenti superiori o uguali a 1536 determinano un tipo diverso di frame. Se invece il valore è inferiore a questa soglia (al massimo 1500), questo indica esattamente il numero di byte di dati forniti dal livello superiore (il MAC client) che saranno trasmessi in questo frame.
Dati (Payload)Sono i dati veri e propri che, nel caso di frame normale, verranno trasmessi con questo frame. I dati veri e propri possono ammontare al massimo a 1500 byte, ma se sono meno di 46 byte, occorre aggiungere dei byte supplementari di riempimento per arrivare almeno a 64 byte. Questo garantisce in ogni caso una lunghezza totale del frame di almeno 64 byte, essenziale per evitare che la trasmissione di frame troppo corti sui più lunghi segmenti ammessi provochi la mancata individuazione delle collisioni nei casi peggiori.
PADÈ un campo di riempimento utilizzato per garantire la lunghezza minima di 64 byte. Esso varia da 0 a 46 byte, essendo 18 i byte sempre presenti nella trama.
FCS (Frame Check Sequence)Frame Check Sequence. Il mittente calcola su tutta la parte precedente del frame un valore di controllo secondo un algoritmo CRC (Cyclic Redundancy Check), ed inserisce in questo campo il risultato. Il ricevente farà lo stesso non appena ricevuto l'intero frame, e potrà così confrontare il valore di questo campo con quello da lui calcolato. In questo modo si elevano notevolmente le possibilità di riscontrare errori di trasmissione nei frame, che provocano lo scarto del frame errato.

### Livello di collegamento dati
Le caratteristiche di 802.3 a livello 2 di collegamento dati (MAC) sono ben riassunte nell'acronimo CSMA/CD:
Carrier SenseOgni stazione sulla rete locale ascolta continuamente il mezzo trasmissivo;
Multiple AccessIl mezzo trasmissivo è condiviso da tutte le stazioni, ognuna delle quali vi accede da un punto differente;
Collision DetectionLe stazioni sono in grado di rilevare la presenza di collisioni dovute alla trasmissione simultanea, e reagire di conseguenza.

## Standard di comunicazione
| Ethernet Standard      | Data            | Descrizione |
| ---------------------- | --------------- | --- |
| Ethernet Sperimentale  | 1973            | 2.94 Mbit/s (367 kB/s) tramite un bus su cavo coassiale (coax) |
| Ethernet II (DIX v2.0) | 1982            | 10 Mbit/s (1.25 MB/s) tramite cavo coassiale spesso. Il Frame ha un capo di nome 'Type' (tipo). Questo frame è usato in tutte le forme di Ethernet dal protocollo nel Internet protocol suite. |
| IEEE 802.3 standard    | 1983            | 10BASE5 10 Mbit/s (1.25 MB/s) tramite cavo coassiale spesso. Come per Ethernet II (sopra) ad eccezione del campo 'Type' (tipo) che è stato rimpiazzato dal campo 'Length' (lunghezza), e un header 802.2 LLC seguito dall'header 802.3. Basato sul processo CSMA/CD. (conosciuto anche come Thicknet) |
| 802.3a                 | 1985            | 10BASE2 10 Mbit/s (1.25 MB/s) tramite cavo coassiale sottile. (conosciuto anche come thinnet o cheapernet) |
| 802.3b                 | 1985            | 10BROAD36 |
| 802.3c                 | 1985            | 10 Mbit/s (1.25 MB/s) specifica di ripetizione |
| 802.3d                 | 1987            | Fiber-optic inter-repeater link |
| 802.3e                 | 1987            | 1BASE5 or StarLAN |
| 802.3i                 | 1990            | 10BASE-T 10 Mbit/s (1.25 MB/s) tramite doppino |
| 802.3j                 | 1993            | 10BASE-F 10 Mbit/s (1.25 MB/s) tramite fibra ottica |
| 802.3u                 | 1995            | 100BASE-TX, 100BASE-T4, 100BASE-FX Fast Ethernet a 100 Mbit/s (12.5 MB/s) con autonegoziazione |
| 802.3x                 | 1997            | Full Duplex e flow control; è incompatibile con il DIX framing, quindi non c'è più uno split DIX/802.3 |
| 802.3y                 | 1998            | 100BASE-T2 100 Mbit/s (12.5 MB/s) tramite doppino di bassa qualità |
| 802.3z                 | 1998            | 1000BASE-X Gbit/s Ethernet tramite fibra ottica a 1 Gbit/s (125 MB/s) |
| 802.3-1998             | 1998            | Una revisione dello standard base incorporante le sopra citate modifiche e correzioni |
| 802.3ab                | 1999            | 1000BASE-T Gbit/s Ethernet tramite doppino a 1 Gbit/s (125 MB/s) |
| 802.3ac                | 1998            | Dimensione massima del frame estesa a 1522 bytes (per permettere "Q-tag") Il Q-tag include le informazioni di 802.1Q VLAN e le informazioni di priorità di 802.1p |
| 802.3ad                | 2000            | Aggregazione di Link per collegamenti paralleli, da spostare a IEEE 802.1AX |
| 802.3-2002             | 2002            | Una revisione dello standard base incorporante le tre precedenti modifiche e correzioni |
| 802.3ae                | 2002            | 10 Gigabit Ethernet tramite fibra; 10GBASE-SR, 10GBASE-LR, 10GBASE-ER, 10GBASE-SW, 10GBASE-LW, 10GBASE-EW |
| 802.3af                | 2003            | Power over Ethernet (15.4 W) |
| 802.3ah                | 2004            | Ethernet in the First Mile |
| 802.3ak                | 2004            | 10GBASE-CX4 10 Gbit/s (1,250 MB/s) Ethernet tramite twinaxial cables |
| 802.3-2005             | 2005            | Una revisione dello standard base incorporante le quattro precedenti modifiche e correzioni |
| 802.3an                | 2006            | 10GBASE-T 10 Gbit/s (1,250 MB/s) Ethernet tramite doppino non schermato (UTP) |
| 802.3ap                | 2007            | Backplane Ethernet (1 and 10 Gbit/s (125 and 1,250 MB/s) tramite circuito stampato) |
| 802.3aq                | 2006            | 10GBASE-LRM 10 Gbit/s (1,250 MB/s) Ethernet tramite fibra multimodale |
| P802.3ar               | Ritirato        | Gestione della congestione (bozza) |
| 802.3as                | 2006            | Espansione del frame |
| 802.3at                | 2009            | Power over Ethernet miglioramenti (25.5 W) |
| 802.3au                | 2006            | Isolamento dei requisiti per Power over Ethernet (802.3-2005/Cor 1) |
| 802.3av                | 2009            | 10 Gbit/s EPON |
| 802.3aw                | 2007            | Corretta un'equazione nella pubblicazione di 10GBASE-T (released as 802.3-2005/Cor 2) |
| 802.3-2008             | 2008            | Una revisione dello standard base incorporante 802.3an/ap/aq/as modifiche e correzioni. L'aggregazione di Link è stata spostata a 802.1AX. |
| 802.3az                | 2010            | Efficienza energetica di Ethernet |
| 802.3ba                | 2010            | 40 Gbit/s e 100 Gbit/s Ethernet. 40 Gbit/s tramite backplanedi 1 m, 10m Cu cable assembly (strati di 4x25 Gbit o 10x10 Gbit) e 100 m di MMF e 100 Gbit/s tramite 10 m of Cu cable assembly, 100 m di MMF o 40 km of SMF rispettivamente                                                               |
| 802.3-2008/Cor 1       | 2009            | Incremento del timing di pause di reazione del ritardo che risulta insufficiente per 10 Gbit/s (il nome del gruppo di lavoro era 802.3bb) |
| 802.3bc                | 2009            | Spostato e aggiornato Ethernet in relazione a TLV (tipo, lunghezza, valori), precedentemente specificati nell'annesso F di IEEE 802.1AB (LLDP) in 802.3. |
| 802.3bd                | 2010            | Controllo del flusso basato sulla priorità. |
| 802.3.1                | 2011            | Definizione del MIB di Ethernet. |
| 802.3bf                | 2011            | Richiesta per supportare IEEE P802.1AS. |
| 802.3bg                | 2011            | Fornisce un 40 Gbit/s PMD che è compatibile con il carrier esistente per i client con interfacce SMF 40 Gbit/s (OTU3/STM-256/OC-768/40G POS). |
| 802.3-2012             | 2012            | Una nuova consolidata revisione dello standard 802.3 includente le modifiche 802.3at/av/az/ba/bc/bd/bf/bg |
| 802.3bj                | Giugno 2014     | |
| 802.3bk                | 2013            | |
| 802.3bm                | 2015            | 100G/40G Ethernet per fibra ottica |
| 802.3bp                | 2014            | 1000BASE-T1 - Gigabit Ethernet tramite doppino, automotive e ambienti industriali |
| 802.3bq                | ~Settembre 2016 | 25G/40GBASE-T per cablaggi con 4 coppie bilanciate e intrecciate con 2 connettori per distanze di 30m |
| 802.3bs                | ~ 2017          | 400 Gbit/s Ethernet tramite fibra ottica usando connessioni multiple a 25G/50G |
| 802.3bt                | ~ 2017          | Power over Ethernet miglioramento a 100 W usando tutte le 4 coppie bilanciate e intrecciate presenti nei cavi e miglioramento delle specifiche per il supporto alle applicazioni IoT (es. illuminazione, sensori, building automation).                                                               |
| 802.3bw                |                 | 100BASE-T1 – 100 Mbit/s Ethernet tramite un singolo doppino per applicazioni del settore automobilistico. |
| 802.3-2015             | 2015            | 802.3bx – una nuova consolidata revisione dello standard 802.3 includento le modifiche 802.2bk/bj/bm |
| 802.3by                | ~Settembre 2016 | 25 Gbit/s Ethernet |
| 802.3bz                | ~Agosto 2017    | 2.5 Gigabit e 5 Gigabit Ethernet tramite doppino Cat-5/Cat-6 – 2.5GBASE-T e 5GBASE-T |

## Codifica del segnale
- Codifica Manchester